# Greil Marcus

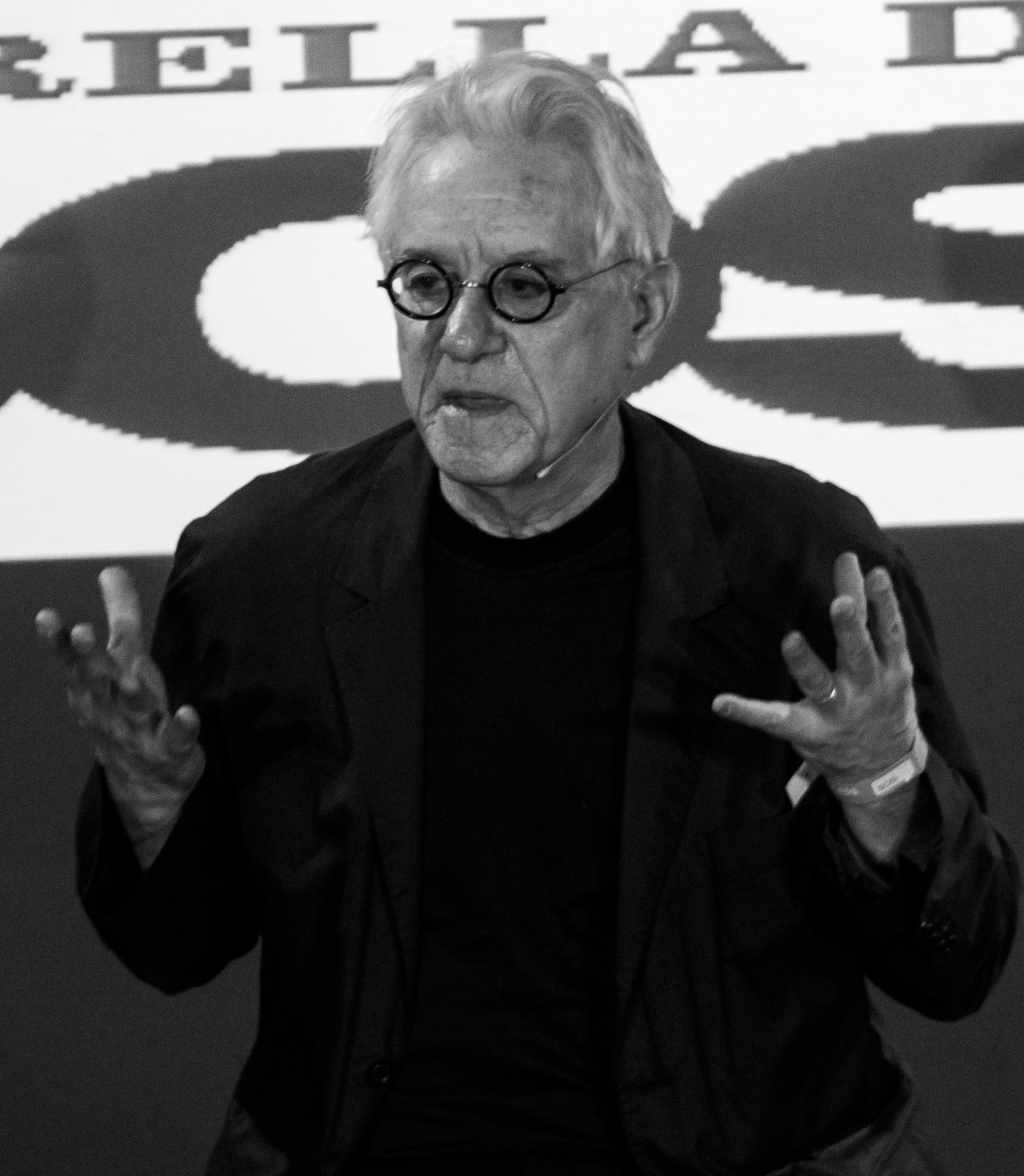
Greil Marcus, in Festival SOS 4.8 2014, in Murcia.

Greil Marcus (San Francisco, 19 juni 1945) is een Amerikaans auteur, muziekjournalist en cultureel criticus. Hij valt op door zijn wetenschappelijke en literaire essays die rockmuziek in een breder kader van cultuur en politiek proberen te plaatsen dan gebruikelijk is in de popmuziekjournalistiek.

## Het leven en carrière
Greil Marcus werd in San Francisco geboren en behaalde een bachelordiploma in American Studies van de Universiteit van Californië, Berkeley, waar hij aan een doctoraat in de politieke wetenschappen werkte.
Zijn boek, Lipstick Traces: een geheime geschiedenis van de 20e eeuw (1989), zocht naar verbanden in een eeuw westerse beschaving. Hij poneerde in dit boek dat punkrock als een transhistorisch cultureel fenomeen gezien moest worden, Marcus onderzocht filosofische verbindingen tussen entiteiten zo divers als Middeleeuwse ketters, Dada, de Situationisten en de Sex Pistols.